# Radu VII Paisie
Radu VII Paisie, est prince de Valachie de 1535 à 1545.

## Biographie
Fils de Radu IV cel Mare d'abord moine sous le nom de « Petru de la Arges ». Il devient prince en juin 1535 après la mort de Vlad VIII Vintilă de la Slatina qu'il avait déjà brièvement remplacé de septembre à novembre 1534.
En 1539, il doit faire face à une tentative d'usurpation menée par le boyard Serban Banul de Izvorani un gendre de Parvu Ier de Craiova (mort en 1528/1529). Serban est reconnu par un puissant parti de boyards le 2 juin mais il doit s'enfuir demander de l'aide aux Turcs dès le 19 juillet suivant. Le prétendant Serban sera exécuté sur ordre du Sultan à Constantinople le 15 juin 1543.
Radu Paisie conclut à son tour un accord secret avec Ferdinand Ier de Habsbourg en 1543. Lorsque la Sublime Porte en prend connaissance, le Sultan réclame mi-décembre 1544 au prince de Valachie son fils Marco comme otage.
Devant son refus, il est déposé sous le prétexte de mauvaise gestion par les Turcs le 17 mars 1545. Il est déporté avec toute sa famille en Égypte, où ils disparaissent.

## Postérité
Radu Paisie aurait contracté une première union avec Stana issue probablement de la famille des boyards Oroboiești et Tăbărciani dont :
- Petru dit Pătrașcu cel Bun, prince de Valachie.

En 1541, il épouse Ruxandra Basaraba fille de Neagoe Basarab V et veuve du prince Radu V de la Afumați. Le couple a plusieurs enfants abondamment représentés avec leurs parents dans les fresques :
- Marcu (Mircea) prince héritier ;
- Vlad ;
- Maria ;
- Voica ;
- Carstina.